# ثابت عوض اليهري
ثابت عوض اليافعي اليهري هو شاعر يمني. ولد عام 1950 في قرية نعم في مديرية يهر بمحافظة لحج، أشتهر بقصائده المغناة والمساجلات الشعرية وله قصائد كثيرة ذات طابع سياسي معارض للحكومات اليمنية المتوالية. وقد غنى له الفنان علي صالح اليافعي كثير من مساجلاته واشعارة.

## أهم أعماله
- يا الله استر علينا من حكومة مجور. 2007
- اغنيه بشار بندر الشميري 2024